# تكرار (رياضيات)
تتكون عملية التكرار في الرياضيات من إعادة عملية ما من أجل الحصول على هدف مأمول أو نتيجة مرجوة. و تسمى كل مرة من هذه العملية بتكرار أو دورة، وناتج كل دورة يستخدم كنقطة بداية للدورة التالية. 

و يمثل الشكل التالى العلاقة بين التكرار و الاستدعاء الذاتى؛ حيث أنه بتوصيل نقاط تقاطع أضلاع الشكل الخماسى المنتظم بالتناوب تنتج نجمة خماسية تحوي بداخلها خماسي أضلاع أصغر مقلوب. تكرار هذه العملية ينتج متتاليات منبثقة من خماسي الأضلاع والنجمة الخماسية وهي أيضاً توضح عملية الاستدعاء الذاتى.

مثال للتكرار والاستدعاء الذاتي